# Werner Kaiser
Werner Kaiser (nacido el 7 de mayo de 1926 en Múnich, murió el 11 de agosto de 2013) fue un egiptólogo alemán. Sus trabajos sobre la cronología relativa de Alto Egipto son una importante referencia en los círculos científicos.

## Publicaciones
- Werner Kaiser, « Zur inneren Chronologie der Naqadakultur », Archaeologia Geographica, n. 6, 1957, p. 69-77 ;
- Werner Kaiser, « Zur vorgeschichtlichen Bedeutung von Hierakonpolis », MDAIK, n. 16, 1958, p. 183-192 ;
- Werner Kaiser, « Bericht über eine archäologisch-geologische Felduntersuchung in Ober- und Mittelägypten », MDAIK, n. 17, 1961, p. 1-53 ;
- Werner Kaiser, « Zur Südausdehnung der vorgeschichtlichen Deltakulturen und zur frühen Entwicklung in Oberägypten », MDAIK, n. 41, 1985, p. 61-87 ;
- Werner Kaiser, « Vier vorgeschichtliche Gefäß von Haraga », MDAIK, n. 43, 1987, p. 121-122 ;
- Werner Kaiser, « Zur Entstehung des gesamtägyptischen Staates », MDAIK, n. 46, 1990, p. 287-299 ;
- Werner Kaiser, « Zu den Granitkammern und ihren Vorgangerbauten unter der Stufenpyramide und im Südgrab von Djoser », MDAIK, n. 53, 1997, p. 195-207.